# Juan de Cueto y Mena
Juan de Cueto y Mena (Villanueva de los Infantes (Ciudad Real), 29 de marzo de 1604-¿Cartagena de Indias, 1669?), dramaturgo español y neogranadino (colombiano) del Siglo de Oro.

## Biografía
Es de suponer que habría estudiado Humanidades con su contemporáneo y coterráneo, el ilustre humanista Bartolomé Jiménez Patón, en Villanueva de los Infantes, pues los elogios que constan en los preliminares a sus obras lo reputan de erudito y gran latinista; sin embargo, lo único que sabemos a ciencia cierta es que estudió y se licenció en Derecho y no llegó a ejercerlo. Arribó a Cartagena de Indias en 1636 y el 12 de enero de 1637 contrajo matrimonio con Juana Osorio de Quiñones, que falleció en 1668 dejándolo viudo. En Cartagena desempeñó los oficios de boticario (farmacéutico) y prestamista, lo que le dispensó una situación económica desahogada, por más que en 1668, con motivo de un enredo comercial en que se vio implicado por sus actividades como prestamista, le fueran embargadas sus propiedades y fuera a la cárcel hasta mediados del año siguiente, cuando se realizó el remate de sus bienes, entre los cuales figuraban "doscientos libros, grandes y pequeños, tocantes a diferentes facultades".

## Obras
En 1662 se publicó en Madrid un libro con seis obras suyas que muestra un profundo culteranismo estilístico:
- 1. Un Discurso del amor y la muerte relativo a la teoría de los cuatro elementos y dedicado a la muerte de la señora doña María Carrascal.
- 2.La competencia en los nobles y discordia concordada a la Asunción de María, señora nuestra (1659)
- 3. Paráfrasis panegírica en forma de coloquio de las milagrosas vida y muerte del ilustrísimo señor santo Tomás de Villanueva, arzobispo de Valencia, representada en Cartagena con motivo de su canonización en 1660.
- 4. Canción describiendo el Cerro de la Popa, escrita entre 1658 y 1660, un poema descripticvo que contiene notas religiosas a la festividad de la Candelaria.
- 5. Relación de las insignes festividades que el convento del patriarca san Agustín de la ciudad de Cartagena de las Indias hizo a la canonización del ilustrísimo señor santo Tomás de Villanueva, arzobispo de Valencia
- 6. Silva epithalámica, que para Woodford no es suya o fue escrita antes de venir a América.

Dos de estos títulos son piezas dramáticas: La competencia en los nobles y la Paráfrasis panegírica, son obras dramáticas y  muestran reminiscencias de Lope de Vega y de Pedro Calderón de la Barca. Según Carlos Miguel Suárez Radillo, es "cronológicamente el segundo autor teatral de la Audiencia de Santa Fe". La competencia en los nobles es un auto sacramental en cuatro escenas y, como es propio del género, posee personajes alegóricos, en este caso los cuatro elementos: Fuego, Aire, Tierra y Agua; a estos se añade Cielo y, como no podía faltar, un gracioso, "Quitapelillos", que hace el contrapunto cómico; el argumento desarrolla una disputa sobre cuál de los cuatro elementos es el más digno de escoltar a la Virgen María. La Paráfrasis panegírica fue representada en 1660 y sus personajes son también alegóricos: el Tiempo y las cuatro ciudades donde sucedieron los principales hechos de la vida del santo: Villanueva de los Infantes, Alcalá de Henares, Salamanca y Valladolid.
Sus obras fueron editadas por el hispanista Archer Woodford para el Instituto Caro y Cuervo de Santa Fe de Bogotá: Obras de Juan de Cueto y Mena (1952).